# Saxifraga moncayensis
Saxifraga moncayensis är en stenbräckeväxtart som beskrevs av David Allardyce Webb. Saxifraga moncayensis ingår i Bräckesläktet som ingår i familjen stenbräckeväxter. Utöver nominatformen finns också underarten S. m. camerana.

## Bildgalleri

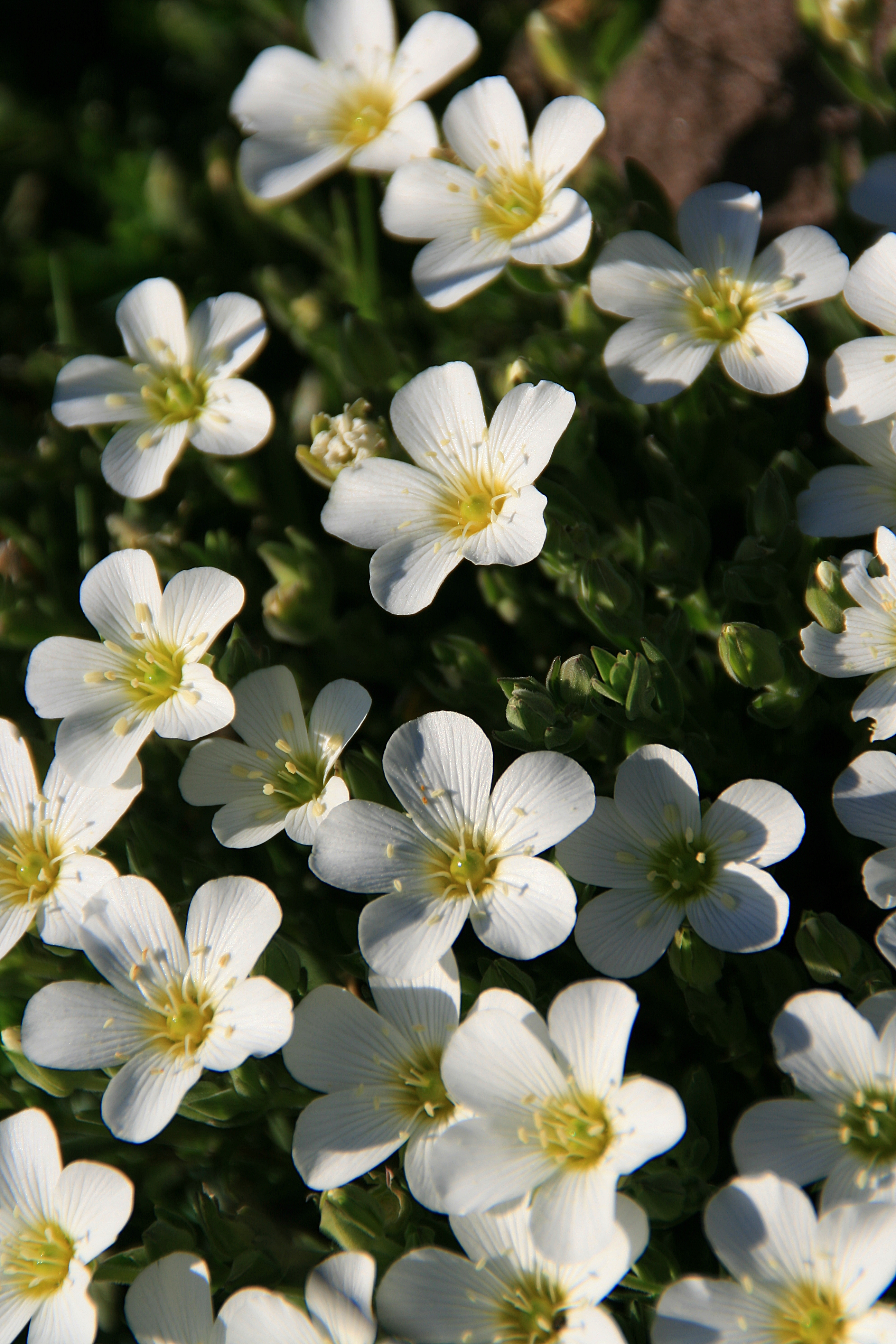